# Kiane Zawadi
Kiane Zawadi (* 26. November 1932 in Detroit als Bernard „Bernie“ Atwell McKinney; † 21. Mai 2024 in New York City) war ein amerikanischer Jazz-Posaunist und Euphonium-Spieler des Hardbop.

## Leben und Wirken
Zawadi wurde als eines von zehn Kindern in eine musikalische Familie geboren – auch einige seiner Geschwister sind Musiker (sein Bruder Harold McKinney ist ein bekannter Pianist in Detroit; sein Bruder Ray McKinney Bassist). In seiner Heimatstadt Detroit kam es 1951 zur Zusammenarbeit mit Barry Harris und Sonny Stitt sowie mit Art Blakey 1954. Im Jahr danach nahm er mit dem ebenfalls aus Detroit stammenden Donald Byrd auf, spielte mit dem Bassisten Alvin Jackson 1955/56 (dem Bruder von Milt Jackson, mit dem er in Detroit an Wochenenden im Bluebird Inn spielte), mit Pepper Adams 1957 und Yusef Lateef 1958. Mit Lateef ging McKinney 1959 nach New York und arbeitete mit Illinois Jacquet 1959, dem Oktett von Slide Hampton 1959–61, Benny Golsons Jazztet 1960 und dem Sun Ra Arkestra 1961. 1962 spielte er mit Freddie Hubbard dessen Blue-Note Platte Ready For Freddie ein.
Nach der Zusammenarbeit mit Hubbard änderte er 1965 seinen Namen in „Kiane Zawadi“. Unter seinem neuen Namen spielte er noch mit Hubbard dessen Alben Blue Spirits, 1966 und High Blues Pressure, 1968 ein. Seine musikalische Karriere setzte McKinney/Zawadi in Broadway-Orchestern (so 1978 in der Revue Dancin’) und verschiedenen Big Bands fort, so bei Frank Foster 1978, Sun Ra, Clifford Jordan Anfang der 1990er Jahre, Bill Hardman (Brass Co., 1971) und Joe Henderson 1992. In den 1970er Jahren nahm er auch mit Free-Jazz-Musikern wie Archie Shepp (Attica Blues, 1972) und McCoy Tyner auf sowie mit Abdullah Ibrahim. Mit Mitgliedern seiner Familie nahm er in den 1990er Jahren unter dem Bandnamen McKinfolk auf. Im Bereich des Jazz war er laut Tom Lord zwischen 1955 und 2008 an 65 Aufnahmesessions beteiligt, zuletzt mit The Brooklyn Repertory Ensemble und mit Gerry Eastman. Zawadi starb im Alter von 91 Jahren im New York Methodist Hospital in Brooklyn.
Zawadis Stil ähnelte dem von Jay Jay Johnson.

## Auswahldiskographie
- Donald Byrd: First Flight (Delmark Records, 1955)
- Pepper Adams: The Cool Sound of Pepper Adams (Savoy Records, 1957)
- Slide Hampton: Sister Salvation (Atlantic Records, 1960)
- Freddie Hubbard: Ready For Freddie (Blue Note Records, 1962), Blue Spirits (Blue Note, 1966), High Blues Pressure (Atlantic, 1968)
- Yusef Lateef: The Last Savoy Sessions, 1957–59 (Savoy, 2000)
- Sun Ra: The Futuristic Sounds of Sun Ra (Savoy, 1961); 1984 wiederveröffentlicht als We Are In The Future